# Association mutuelle israélite argentine
L'Association mutuelle israélite argentine (Asociación mutual israelita argentina, Amia) est un centre culturel de la communauté juive argentine situé à Buenos Aires en Argentine. Sa mission principale est de promouvoir le bien-être et le développement de la communauté juive et de maintenir vivante les traditions et les valeurs de la communauté. L'écrivain Baruch Hager y a travaillé et créé les archives de presse de la communauté.

## Attentat de l'Amia
Le 18 juillet 1994, une camionnette blanche remplie d'explosifs est venue se fracasser contre les locaux de l'AMIA tuant 85 personnes et détruisant complètement l'édifice.